# Ґленн Еллер
Ґленн Еллер  (англ. Glenn Eller; нар. 6 січня 1982, Х'юстон, Техас, США) — американський стрілець, олімпійський чемпіон.

## Виступи на Олімпіадах
| Олімпіада           | Дисципліна | Місце |
| ------------------- | ---------- | ----- |
| Сідней 2000         | дубль-трап | 12T   |
| Афіни 2004          | дубль-трап | 17T   |
| Пекін 2008          | дубль-трап | 1     |
| Ріо-де-Жанейро 2016 | дубль-трап | 14    |